# دیوید شایر
دیوید شایر (انگلیسی: David Shire؛ زادهٔ ۳ ژوئیهٔ ۱۹۳۷) یک آهنگساز است.
از فیلم‌های او می‌توان به هیندنبورگ و دو آدم اشاره کرد.